# Sidney Herbert Ray
Sidney Herbert Ray (Hoxton Old Town, 28 maggio 1858 – 1º gennaio 1939) è stato un antropologo e linguista britannico.

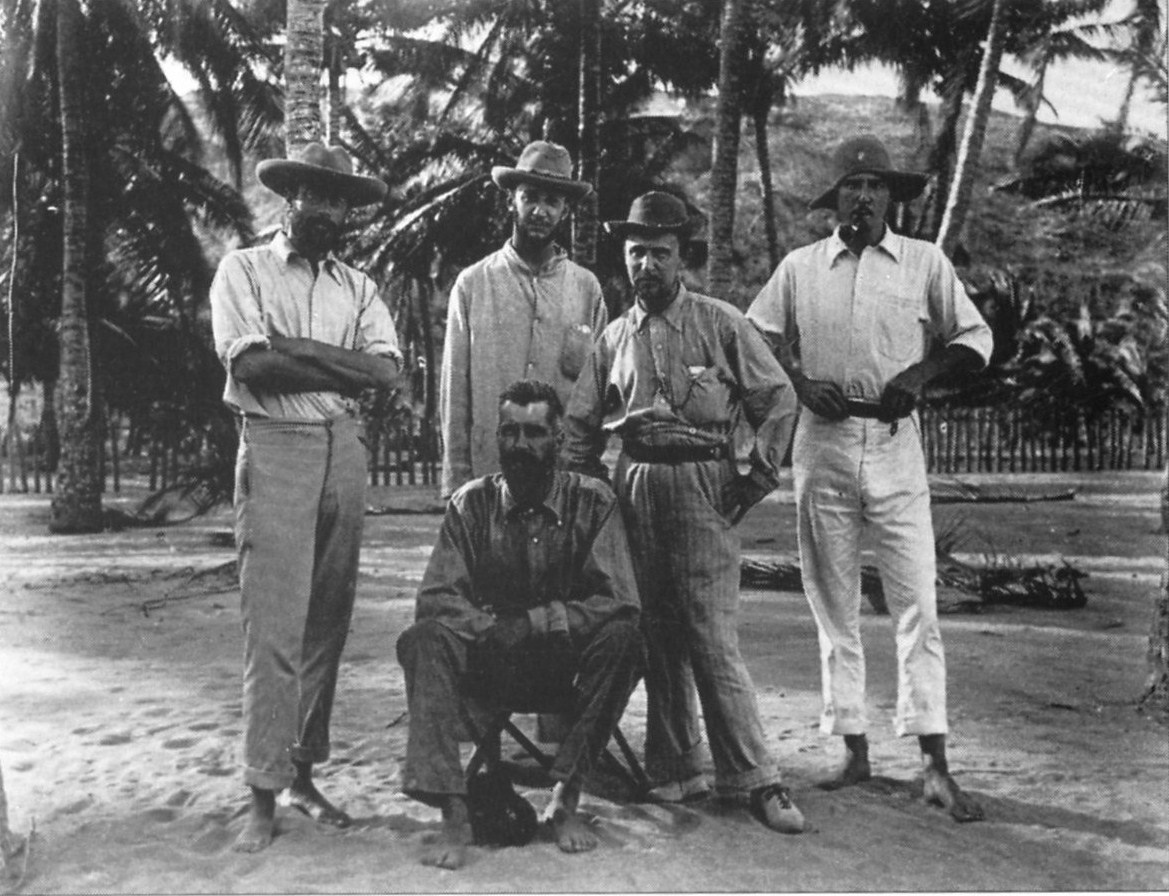
Membri della Torres Straits Expedition del 1898. In piedi (da sinistra a destra): W. H. R. Rivers, Charles Gabriel Seligman, Sidney Herbert Ray, Anthony Wilkin. Seduto: Alfred Cort Haddon

Specializzato nelle lingue della Melanesia e del Territorio della Papuasia, è rimasto l'autore di The Languages of British New Guinea (1892), presentato al 9º International Congress of Orientalists. In quel saggio fece la distinzione tra le lingue austronesiane e quelle parlate in Papua e Nuova Guinea.